# Ланабер, Жан-Пьер
Жан-Пьер Ланабер (фр. Jean-Pierre Lanabère; 1770—1812) — французский военный деятель, бригадный генерал (1811 год), барон (1810 год), участник революционных и наполеоновских войн. Имя генерала выбито на Триумфальной арке в Париже.

## Биография
Поступил на службу 23 октября 1791 года и был избран лейтенантом в 3-й батальон департамента Нижние Пиренеи. 24 марта 1792 года в качестве капитана штаба переведён в Южную армию. 15 мая возглавил роту егерей в армии Восточных Пиренеев. 7 августа 1793 года он командовал форпостами Курутчаменди возле Сен-Жан-Пье-де-Порт, когда получил приказ отправиться с сотней солдат к подножию горы Ирклипо, чтобы разведать позиции испанцев, которые построили редут на вершине. Прибыв в пункт назначения, вместо разведки, он с пылом атаковал позиции неприятеля, и через полчаса поднялся на гору под огнём врага, атаковал окопы и одним из первых запрыгнул в редут, где захватил командира испанцев в плен. Отступающие испанцы бросились ко второй траншее, но Ланабер преследовал и вытеснил их с новых позиций, захватив большое количество провизии.
29 апреля 1794 года стал старшим аджюданом. С 1796 года сражался на Западе. В 1800 году в составе 70-й полубригады линейной пехоты воевал в Италии. Отличился при переправе через Тичино и захвате Турбиго 31 мая 1800 года, а также, в битве при Маренго 14 июня 1800 года. 19 июля 1800 года был произведён в командиры батальона. После этого служил в лагере Брест в составе флота острова Бель.
1 августа 1806 года возглавил батальон в полку пеших егерей Императорской гвардии. В 1806—07 сражался в составе Великой Армии. 12 марта 1808 года получил повышение, и возглавил 1-й полк фузилеров-егерей Императорской гвардии в Испании.
В 1809 участвовал в кампании против Австрии. Прославился своей выдающейся храбростью в сражении при Эсслинге, где получил перелом правой ноги. С 1810 года снова воевал в Испании. 21 июля 1811 года произведён в генерал-адъютанты (гвардейское звание, приравненное к бригадному генералу) пеших егерей Императорской гвардии. С 5 декабря 1811 года командовал 2-й бригады 2-й дивизии Молодой гвардии. Вместе с армией в 1812 вступил в пределы Российской империи. В сражении при Бородино 7 сентября 1812 года заменил раненого генерала Морана на посту командира 1-й пехотной дивизии и повёл войска в атаку, но был тяжело ранен. Умер 16 сентября в Можайске от полученных ран.

## Воинские звания
- Лейтенант (23 октября 1791 года);
- Капитан (24 марта 1792 года);
- Командир батальона (19 июля 1800 года, утверждён 8 февраля 1801 года);
- Полковник (12 марта 1808 года);
- Бригадный генерал (21 июля 1811 года).

## Титулы
- Шевалье Ланабер и Империи (фр. chevalier Lanabère et de l'Empire; патент подтверждён 10 сентября 1808 года);
- Барон Ланабер и Империи (фр. baron Lanabère et de l'Empire; декрет от 15 марта 1810 года, патент подтверждён 4 июня 1810 года)[1].

## Награды
Легионер ордена Почётного легиона (14 июня 1804 года)
 Офицер ордена Почётного легиона (4 сентября 1808 года)
 Коммандан ордена Почётного легиона (5 июня 1809 года)